# Підкидьок (фільм)
«Підкидьок» (рос. «Подкидыш») — радянський художній фільм, знятий на кіностудії «Мосфільм» в 1939 році режисером Тетяною Лукашевич за сценарієм Рини Зеленої і Агнії Барто.

## Сюжет
«Підкидьок» у фільмі — п'ятирічна Наташа (Вероніка Лебедєва). Мати дитини (Ольга Жизнєва), вирушаючи за місто, щоб зняти для сім'ї дачу, доручає старшому синові — школяреві Юрі — доглянути за дівчинкою. Хлопчик, який чекає в гості друзів-піонерів, напівжартома обіцяє сестрі «відірвати голову», якщо та не буде спати до приходу домробітниці Аріши (Ріна Зелена). Поки піонери в сусідній кімнаті обговорюють суспільні питання, Наташа одягається і виходить на свою першу самостійну прогулянку по місту. Протягом дня з дівчинкою відбувається багато подій. Вона потрапляє в дитячий сад, де вихователь безуспішно намагається з'ясувати прізвище та адресу дитини, що потрапила до групи. Потім Наташа опиняється в квартирі бездітного геолога Євгена Семеновича (Ростислав Плятт). Повіривши у те, що Наташу йому підкинули, холостяк вступає в конфлікт з сусідкою (Тетяна Баришева), яка намагається заявити свої права на дівчинку. Поки сусіди з'ясовують відносини, «підкидьок», кинувшись за кішкою, зникає з квартири.
Наталчина «одіссея» триває, і незабаром бажання удочерити дитину, яка ледь не потрапила під колеса автомобіля, з'являється у бездітного подружжя Лялі (Фаїна Раневська) і Мулі (Петро Рєпнін). Деякі «юридичні» побоювання, які спочатку виникають у чоловіка, Ляля знімає адресованим дівчинці питанням: «Скажи, маленька, що ти хочеш — щоб тобі відірвали голову або їхати на дачу?». До дачі Наташа не доїжджає — змішавшись на пероні з натовпом уболівальників, що зустрічають поїзд з футболістами, вона на прохання розпорядника вручає спортсменам квіти.
Поки Наташа переміщається по Москві, її пошуками займаються різні люди, включаючи Юру, його однокласницю Ніну і співробітника групи розшуку зниклих дітей Сергєєва (Іван Лобизовський). Саме він в кінці дня привозить дівчинку додому. Наташа, яка лежить у ліжку, побачивши брата, що з'явився в кімнаті, повідомляє: «Юра, я вже знайшлася!». У фіналі картини мати, тримаючи дівчинку на колінах, співає їй колискову пісню: «У нашому радісному краю / Люблять дівчинку мою». Обійнявши мати, сонна дочка пропонує: «Мама, давай завтра заблукаємо разом».

## У ролях
- Вероніка Лебедєва — Наташа
- Фаїна Раневська — Ляля
- Петро Рєпнін — Муля
- Ростислав Плятт — холостяк
- Рина Зелена — Аріша
- Ольга Жизнєва — мати Наташі і Юри
- Віктор Громов — батько Ніни
- Тетяна Баришева — зубний лікар
- Еля Биковська — Ніна (немає в титрах)
- Дмитро Глухов — Юра (немає в титрах)
- Віктор Бойко — Альоша (немає в титрах)
- Андрій Старостін — футболіст (немає в титрах)
- Станіслав Леута — футболіст (немає в титрах)
- Микола Арський — начальник міліції (немає в титрах)
- Іван Лобизовський — Сергєєв (немає в титрах)
- Анатолій Папанов — перехожий (немає в титрах)
- Лев Аннинський — хлопчик з дитячого саду (немає в титрах)
- Федір Одиноков — прохожий

## Знімальна група
- Автори сценарію — Агнія Барто і Рина Зелена
- Режисер — Тетяна Лукашевич
- Оператор — Семен Шейнін
- Художник — Василь Комарденков
- Композитор — Микола Крюков
- Директор картини — В. Канашенок
- Асистенти режисер — М. Калугін, Є. Хаханова
- Асистент оператора — Л. Абрамян
- Асистент по монтажу — К. Москвіна
- Звукооператори — В. Лєщов, С. Єгоров
- Помічник режисера — К. Верьовкін (немає в титрах)
- Асистент оператора — Ю. Кун (немає в титрах)
- Асистент звукооператора — Б. Шефер (немає в титрах)
- Звукооформлювач — Р. Лукіна (немає в титрах)
- Адміністратор — Є. Зільберброд